# Ritter, Bauern, Lutheraner

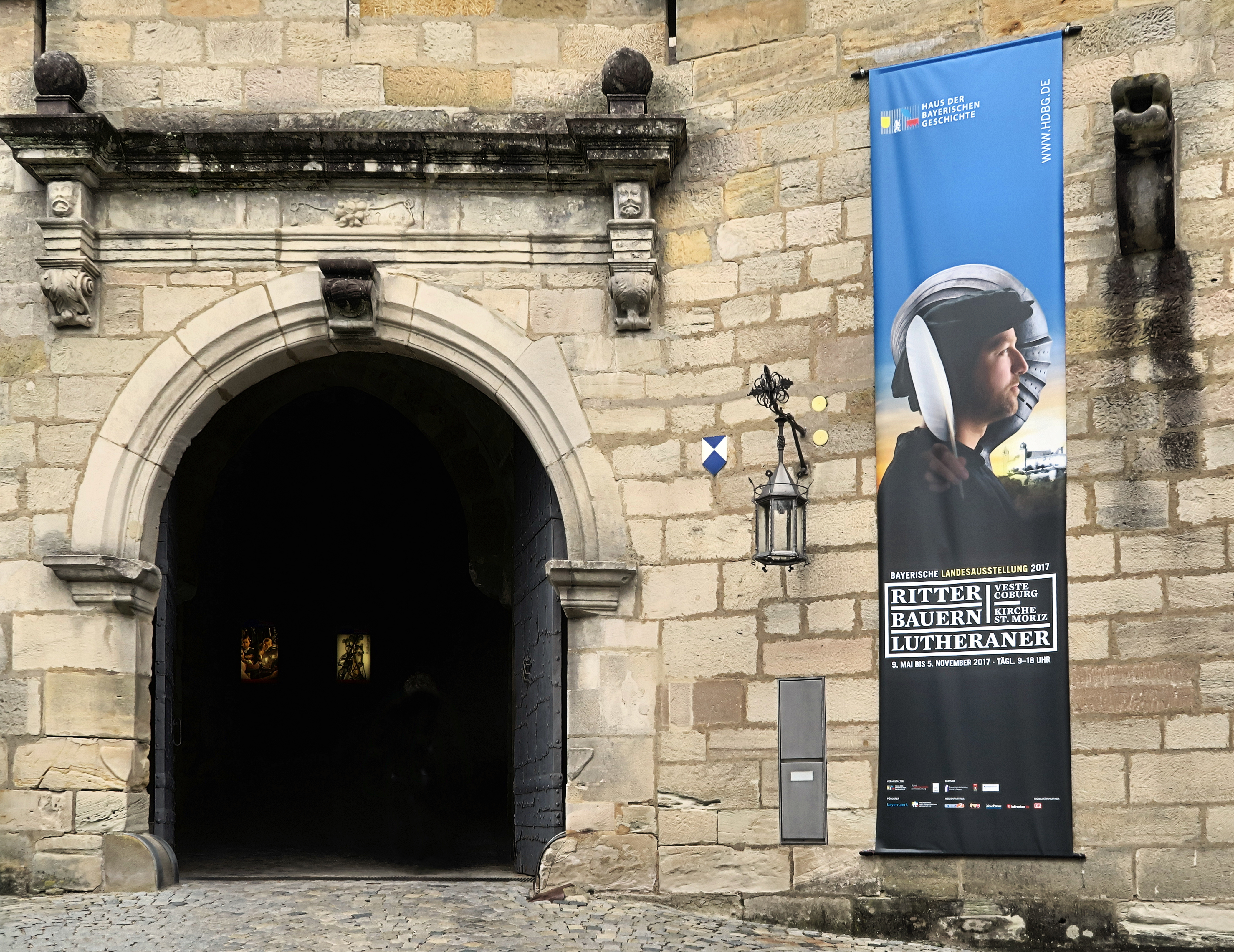

Die Bayerische Landesausstellung Ritter, Bauern, Lutheraner fand vom 9. Mai bis 5. November 2017 im oberfränkischen Coburg statt. Veranstalter war das Haus der Bayerischen Geschichte in Zusammenarbeit mit der Coburger Landesstiftung und der Stadt Coburg, unterstützt durch die evangelisch-lutherische Landeskirche Bayern.
Der Grund für die Ausstellung war der 500. Jahrestag des Thesenanschlags von Martin Luther. Sie dokumentierte ein Panorama der Zeit um und nach 1500 und zeigte das Wirken Martin Luthers auf das Heilige Römische Reich deutscher Nation, insbesondere in Süddeutschland. Im Mittelpunkt standen die sozialen, wirtschaftlichen, politischen und künstlerischen Traditionen sowie die prägenden Umbrüche der Epoche vom späten 15. Jahrhundert bis in die zweite Hälfte des 16. Jahrhunderts. Die Ausstellung zeigte das Leben auf dem Land, in der Stadt, in den Klöstern und in den Ritterburgen sowie historisch kostbare Originale aus der Zeit, Kunstwerke von Albrecht Dürer, Lucas Cranach und vielen anderen Meistern, die teils durch moderne Ausstellungstechnik inszeniert wurden.

## Ausstellungsbereich Veste Coburg

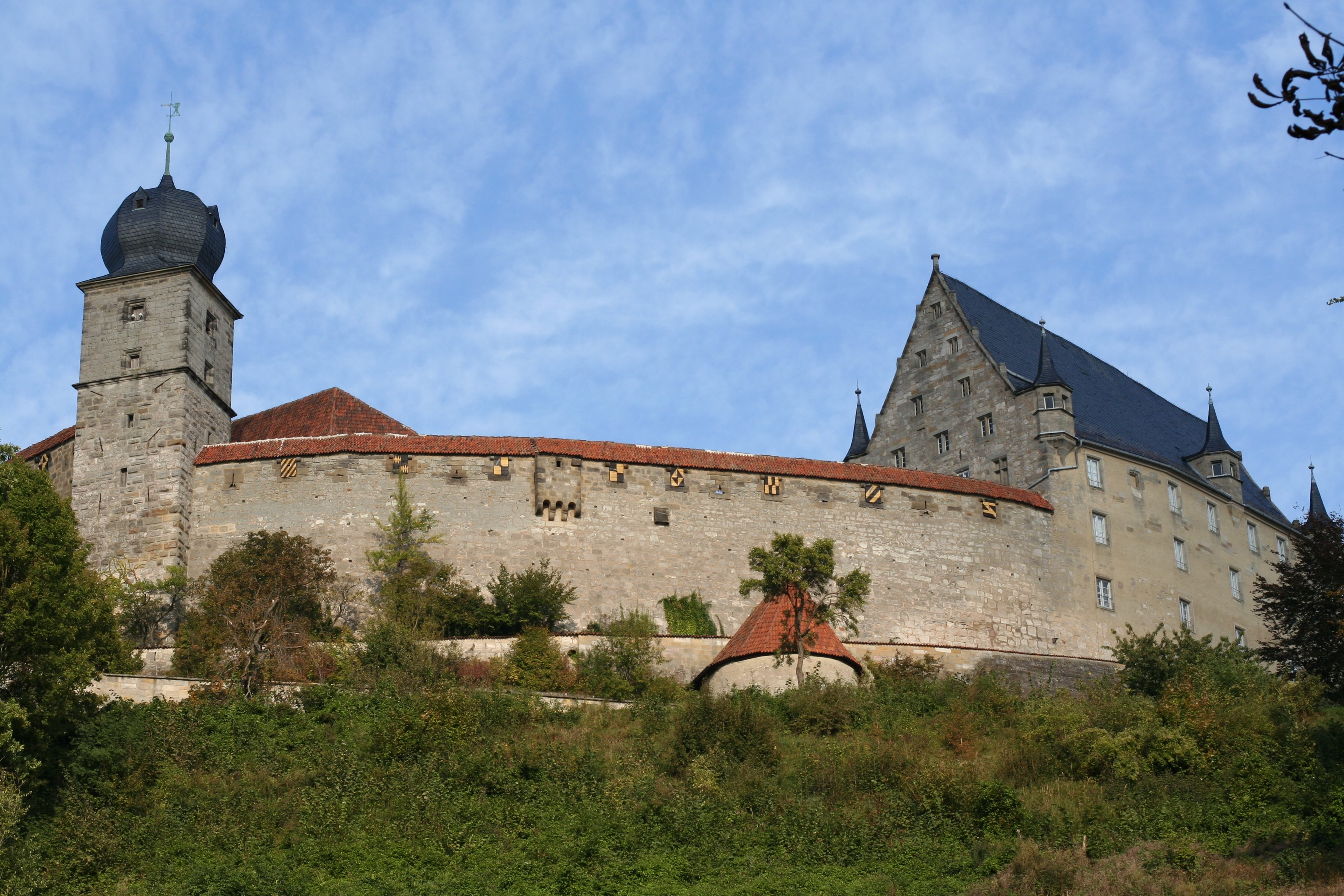
Veste Coburg

Aufgrund historischen Begebenheiten bot sich die Veste Coburg gut für die Ausstellung „Ritter, Bauern, Lutheraner“ an, denn Martin Luther hatte sich 1530 vom 24. April bis zum 4. Oktober auf dieser Landesfestung Kursachsens aufgehalten, als er unter Kirchenbann und Reichsacht stand. Aus diesem Grund wurde die Veste Coburg mit der Lutherkapelle zur Luther-Gedenkstätte und zum größten Exponat der Landesausstellung 2017.
- Luther-Kapelle

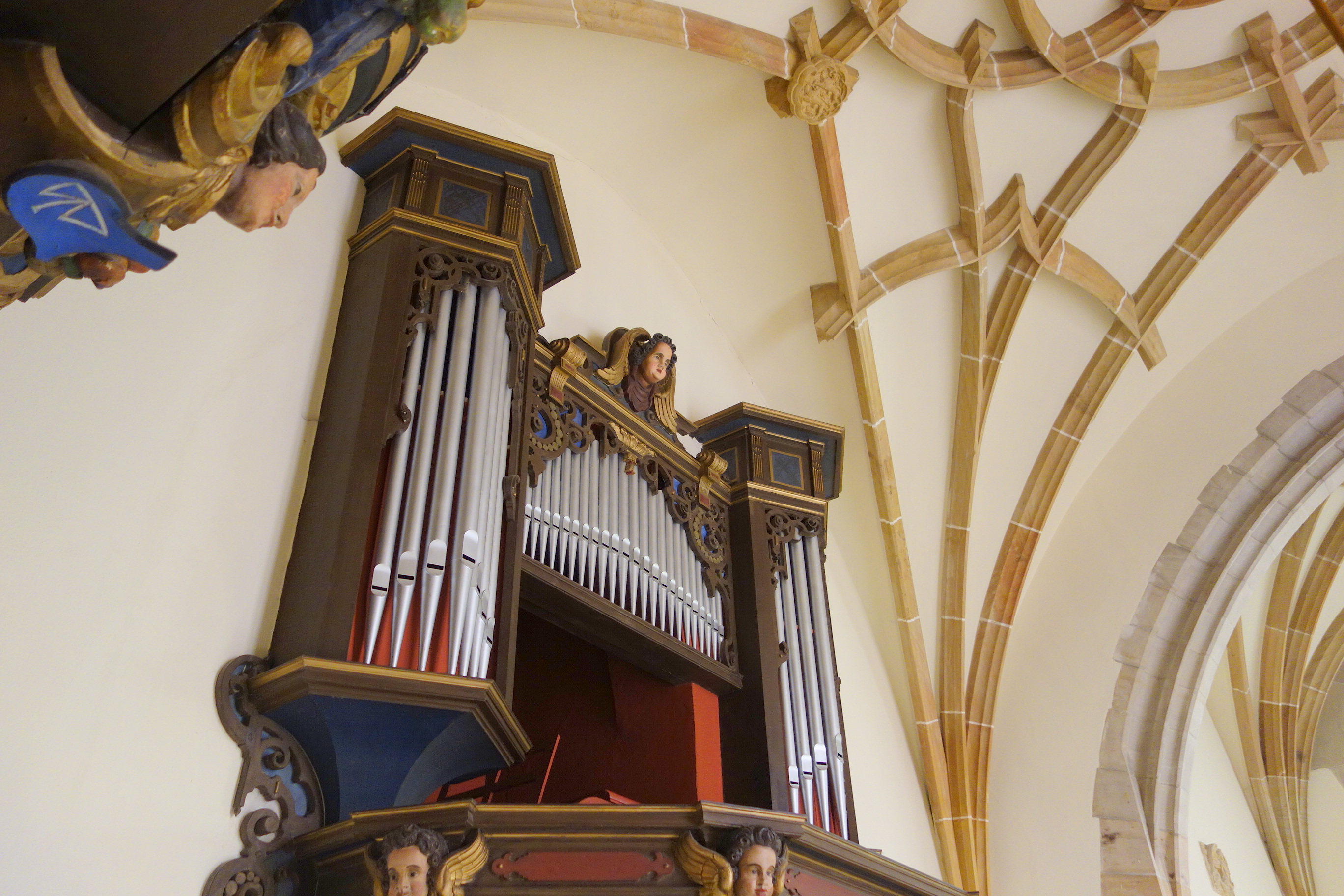
Luther-Kapelle

Diese Kapelle wurde Anfang des 20. Jahrhunderts an der Stelle der alten Burgkapelle errichtet und als typisch lutherischer Gottesdienstraum konzipiert. In vielen Bau- und Ausstattungsdetails bildete das einen passenden Rahmen zu der vorgestellten Thematik. Über einen Einführungsfilm wurden die Besucher auf die Ausstellung eingestimmt.
- Steinerne Kemenate

In der Steinernen Kemenate Erdgeschoss als Anlehnung an die „Säulen der Welt“ begann der Ausstellungsrundgang in einem der ältesten Trakte der Veste Coburg. Die verschiedenen Ausstellungsstücke sollten hier die besondere Rolle Coburgs im Heiligen Römischen Reich widerspiegeln. Coburg war damals ein zentral gelegenes Handels- und Nachrichtenzentrum, das Nürnberg auch mit dem mitteldeutschen Raum verband.
- Bauer, Bürger, Bettelmann

Sie bildeten seinerzeit „das Fundament des Lebens“, das sowohl auf dem Land wie in der Stadt von Vielfalt geprägt war. Die Bauern repräsentierten dabei den gesellschaftlichen Untertan schlechthin, wobei es auch im ländlichen Bereich des 16. Jahrhunderts ein sehr differenziertes Bild gab.
- Städte um 1500

Die Ausstellung zeigt in dieser Abteilung die Rolle der der Städte als Keimzelle für den wirtschaftlichen Aufschwungs. Mit dem wachsenden Angebot des städtischen Markts ging auch ein vielfältiges „Angebot“ für das Seelenheil Menschen einher. Es entstanden Stadtpfarrkirche, Stiftungen, Orden und Spitäler. Es begann der Ablasshandel gegen den Luther 1518 mit seiner Schrift „Sermon von ablaß und gnade“ vorging – eine vereinfachte und in deutscher Sprache abgefasste Version von Luthers 95 Thesen, die Anlass des Reformationsjubiläums sind.
- Ritter, Tod und Teufel

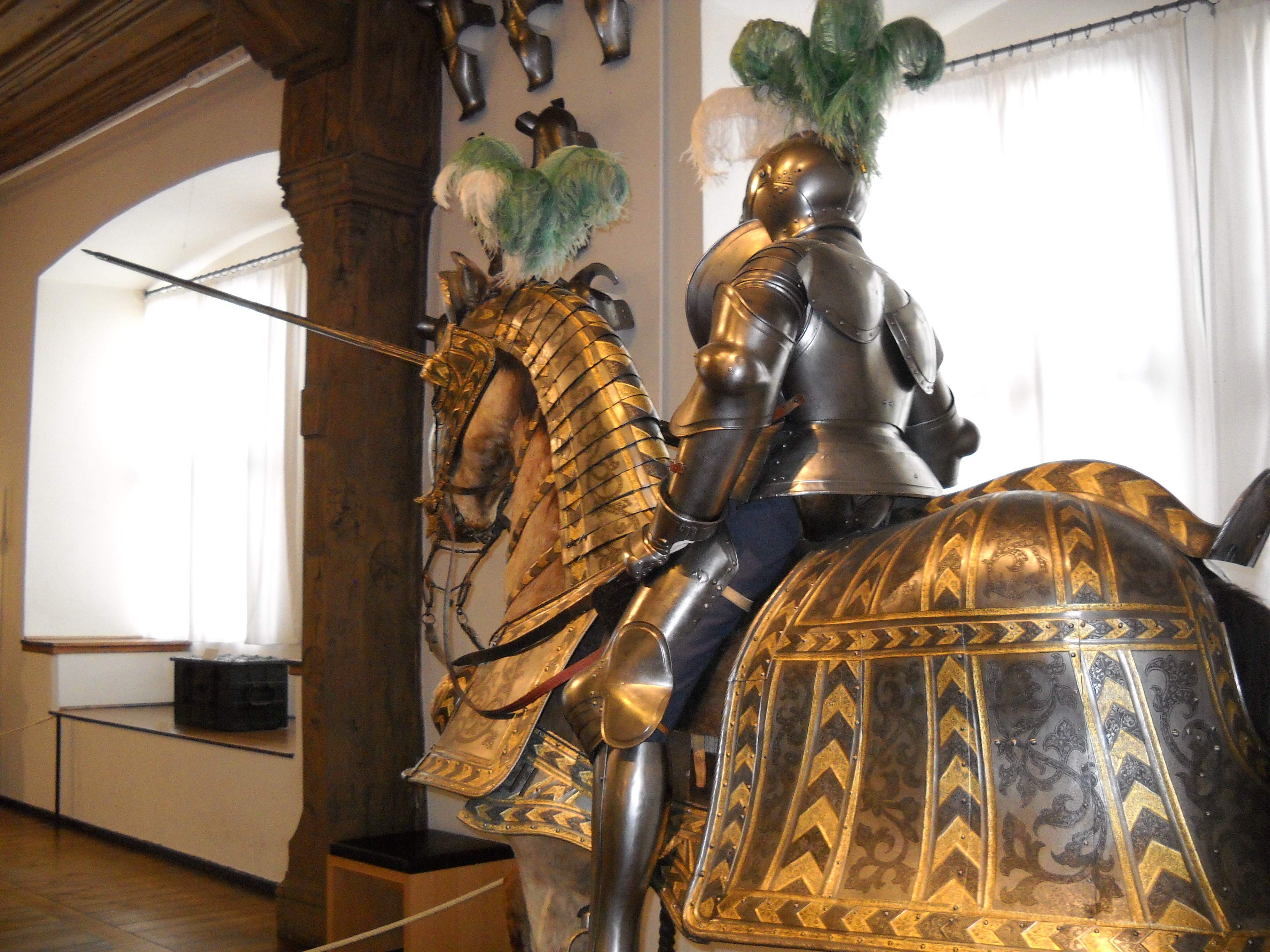

In den spätgotischen Profanräumen der „Großen Hofstube“ im Erdgeschoß wurden die Grundlagen des materiellen Lebens in der Zeit kurz nach 1500 und auch die Auswirkungen des Bauernkriegs präsentiert. Dargestellt wurden die großen Gegensätze der Zeit: der Zusammenprall der neuen Ideen mit der gesellschaftlichen Realität, das bunte Adelstheater des Turnierwesens mit seinen Waffen und Rüstungen, dem Schaugepränge, während der Alltag der normalen Reichsritter und des landsässigen Adels bereits von Abstieg und Bedeutungslosigkeit bedroht war. Dagegen begannen Reichsfürsten und deren Vorstellungen in den Vordergrund zu rücken.
Grundzüge von Luthers Lehre wurde in diesem Zusammenhang vorgestellT: seine Bibelübersetzung und seine weitverbreiteten Religionsschriften. Die Verbindung von Theologie und großer Politik wurde in der berühmten Begegnung Martin Luthers mit Kaiser Karl V. auf dem Wormser Reichstag 1521 dokumentiert. Es wurden dabei die zwei grundsätzlich gegensätzliche Konzepte gegenübergestellt.
- Bewahren und verteidigen

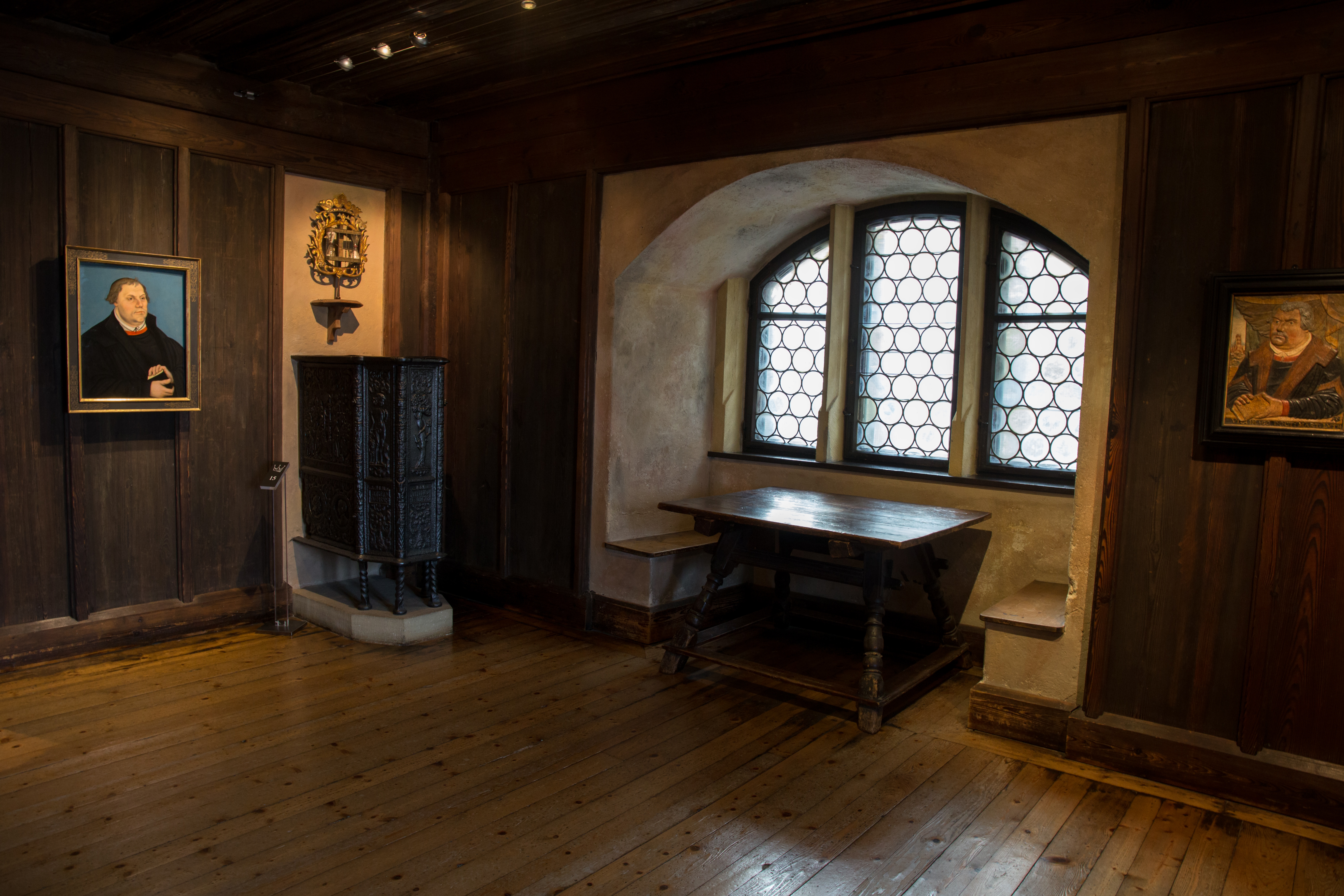
Lutherzimmer

Im Luther-Zimmer neben der „Großen Hofstube“ befand sich der „Emotionale Kern“ der Ausstellung, da Martin Luther sie während des Augsburger Reichstags 1530 bewohnte. Neben der Präsentation originaler Briefe und Werke wurde versucht die Situation Luthers auf der Veste zu verdeutlichen. Ein Wehrgang führt hinüber in den „Carl-Eduard-Bau“, wo die „Medienrevolution“ dargestellt wurde, die Luthers publizistische Aktivitäten ausgelöst wurde. Man zeigte historische Druckerzeugnisse der neuen Lehre und deren Gegner sowie geistliche Lieder als wichtigstes Propagandainstrument.
- Glauben, Gemeinschaft, Konfessionen

Im Obergeschoss des Carl-Eduard-Baus ging es um die Frage, wie sich die verschiedenen Konfessionen herausbilden konnten und welche Unterschieder oder Gemeinsamkeiten es gibt. Die Besucher mussten sich hier für einen Weg entscheiden, um ganz praktisch zu erleben, dass es neben Trennendem auch Verbindendes gibt. Auf dem Gebiet des heutigen Freistaats Bayern finden sich Beispiele für alle konfessionellen Ausrichtungen: Katholiken, Lutheraner, Adventisten, Calvinisten, aber auch Täufer und andere Glaubensgruppen.
- Konfrontation mit dem Herzogtum Bayern

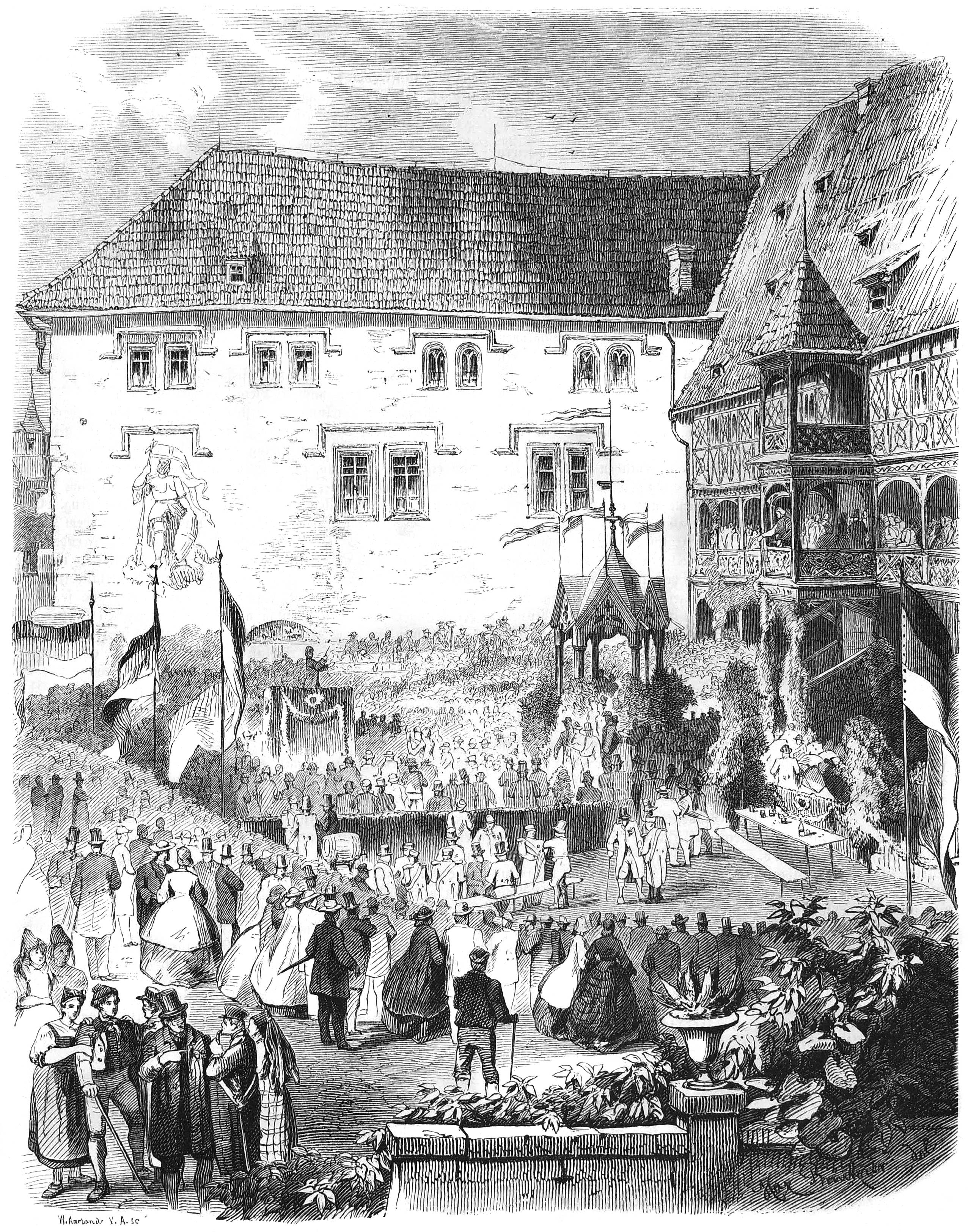

Hier dokumentierte man am Beispiel des Herzogtum Bayern, der Reichskirche und den Habsburgern das Engagement für die Gegenreformation. Wobei die Konflikte noch lange nicht aus der Welt geschafft werden konnten, wie die Konfrontation zwischen dem katholischen Herzogtum Bayern und der evangelischen Enklave Ortenburg zeigt.
- Von der Freiheit eines Christenmenschen

Durch den mehrmonatigen Aufenthalt Luthers auf der Veste Coburg ist diese zu einem Luther-Gedenkort geworden. Die Gleichsetzung von Reformation und Freiheit wurde in der Ausstellung thematisiert, wobei nicht übersehen werden sollte, dass Luthers Freiheitsbegriff mit heutigen Vorstellungen von Freiheit kaum etwas gemeinsam hat.

## Ausstellungsbereich Kirche St. Moriz
In der evangelisch-lutherischen Kirche St. Moriz wurde eine ergänzende Ausstellung gezeigt, die zu den Kunstsammlungen der Veste Coburg und deren Außenbereiche konzipiert worden war. Ausgehend vom historischen Ort stand die Reformation in Coburg und der Umgebung im Mittelpunkt, die bereits 1524 in Coburg eingeführt wurde. Es wurden sieben Predigten vorgestellt, die Martin Luther 1530 gehalten hatte. Weitere Themen waren spezifische Architektur von Kirchenbauten und - innenräumen, die sich konfessionsbedingt unterscheiden, was sich noch heute an vielfältigen Beispielen in zeigt. Des Weiteren wurden Liederbücher ausgestellt, die den besonderen Reichtum der protestantischen Kirchenmusik widerspiegeln und über den gesamten Ausstellungszeitraum zahlreiche Konzerte angeboten.
Die Kirche St. Moriz blieb auch während der Ausstellung ein Gottesdienstraum und Ort für Konzerte.